# 哈特林
哈特林（英語：Hartline）是一个美國小镇，位於华盛顿州给予县。根據2010年的人口普查，當地人口為151人。

## 地理
哈特林位于47°41′24″N 119°6′26″W / 47.69000°N 119.10722°W (47.690010,-119.107279)。
根据美国人口普查局，该镇的总面积為0.33平方英里（0.85平方）。

### 2010年人口普查
根據2010年人口普查，當地人口為151人，有62個家庭，其中37个家庭居住在镇裏。